# Municipio de Garfield (condado de Mackinac)
El municipio de Garfield (en inglés: Garfield Township) es un municipio ubicado en el condado de Mackinac en el estado estadounidense de Míchigan. En el año 2010 tenía una población de 1146 habitantes y una densidad poblacional de 3,22 personas por km².

## Geografía
El municipio de Garfield se encuentra ubicado en las coordenadas 46°9′43″N 85°29′44″O / 46.16194, -85.49556. Según la Oficina del Censo de los Estados Unidos, el municipio tiene una superficie total de 356.29 km², de la cual 348,39 km² corresponden a tierra firme y (2,22 %) 7,89 km² es agua.

## Demografía
Según el censo de 2010, había 1146 personas residiendo en el municipio de Garfield. La densidad de población era de 3,22 hab./km². De los 1146 habitantes, el municipio de Garfield estaba compuesto por el 82,37 % blancos, el 11,61 % eran amerindios, el 0,09 % eran asiáticos, el 0,87 % eran de otras razas y el 5,06 % eran de una mezcla de razas. Del total de la población el 0,96 % eran hispanos o latinos de cualquier raza.